# Конирбіїк
Конирбії́к (каз. Қоңырбиік) — село у складі Жарминського району Абайської області Казахстану. Входить до складу Карасуського сільського округу.
Населення — 258 осіб (2021; 448 у 2009, 597 у 1999, 1016 у 1989).
Національний склад станом на 1989 рік:
- казахи — 100 %

До 1992 року село називалось Громовка.